# Friedrich Christian von Sachsen (1893–1968)

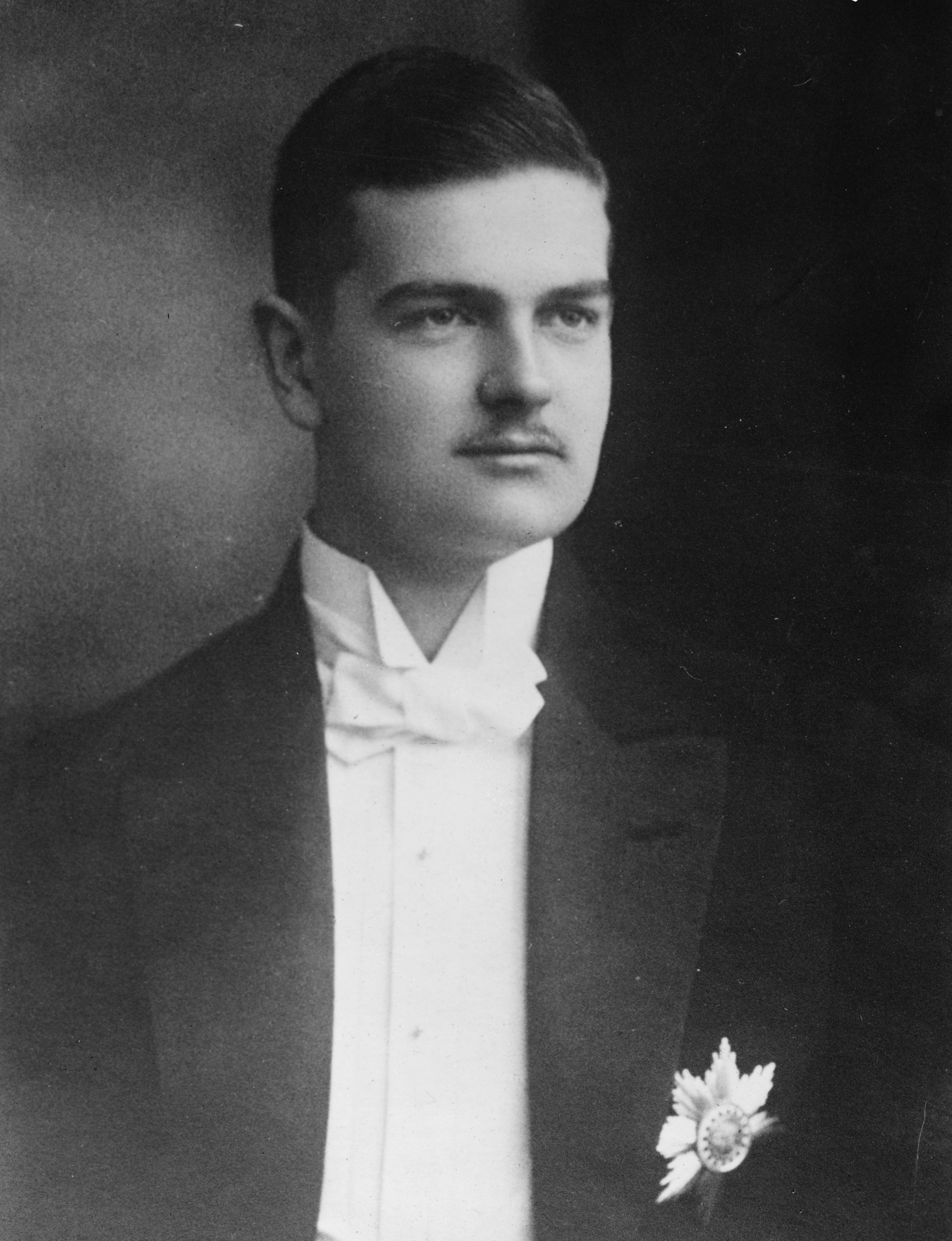
Prinz Friedrich Christian von Sachsen

Friedrich Christian Albert Leopold Anno Sylvester Macarius Prinz von Sachsen Herzog zu Sachsen (* 31. Dezember 1893 in Dresden; † 9. August 1968 in Samedan, Schweiz) war der zweitälteste Sohn von König Friedrich August III. von Sachsen, des letzten Königs von Sachsen, und seiner Frau Luise von Österreich-Toskana, und war seit dem Tod seines Vaters 1932 Chef des Hauses Wettin. Er war Hauptmann à la suite der königlich-bulgarischen Infanterie, Großmeister des Ordens der Rautenkrone, Ritter des Schwarzen Adlerordens, Großkreuzträger des souveränen Malteser Ritterordens und seit 1921 Mitglied des dritten Ordens der Dominikaner. Als Chef des Hauses nannte er sich ab 1932 Friedrich Christian Markgraf von Meißen.

## Leben

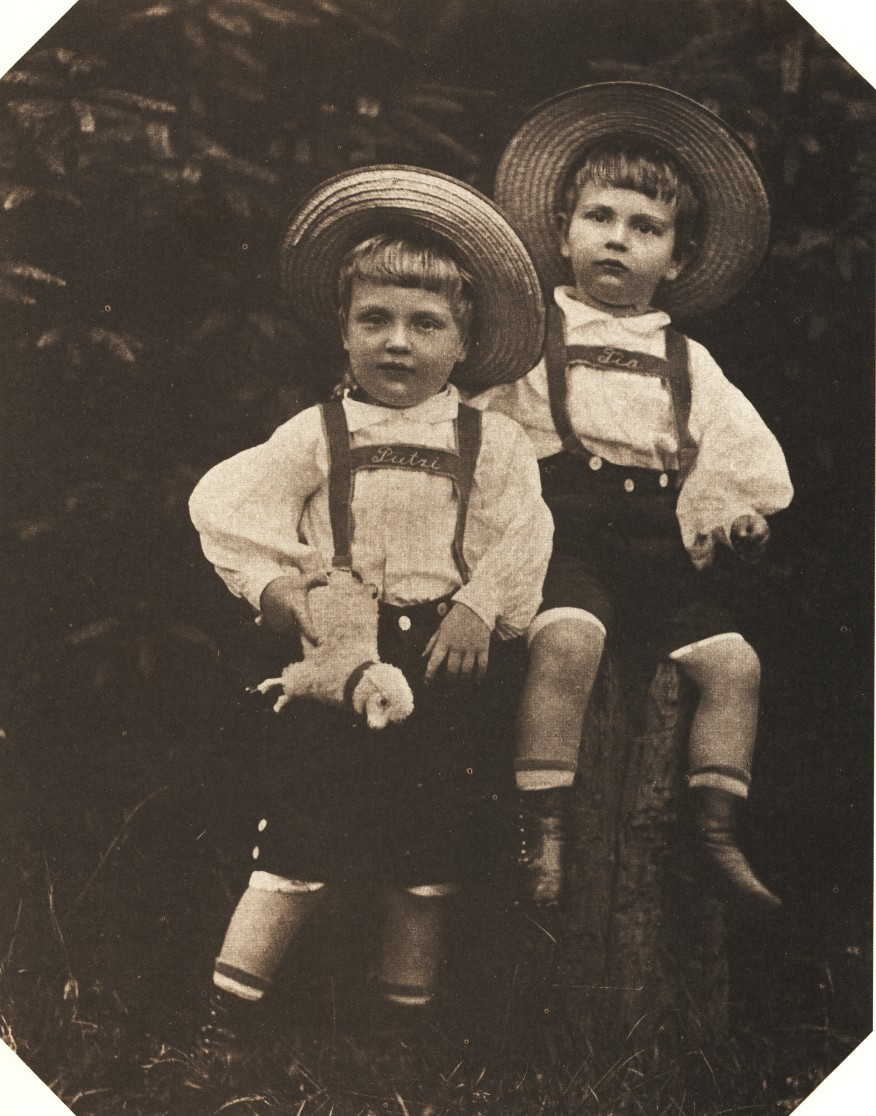
Christian (rechts) und sein Bruder Georg auf einer Fotografie von August Kotzsch um 1900

Friedrich Christian wurde in der Familientradition der Wettiner bereits im Alter von 10 Jahren Leutnant im 1. Leib-Grenadier-Regiment Nr. 100 der Sächsischen Armee, zugleich absolvierte er seine Schul- und Studienzeit. 1913 besuchte er die Kriegsakademie in Dresden, im Ersten Weltkrieg übernahm er Generalstabsaufgaben an der Westfront. Der schließlich mit hohen Tapferkeitsorden ausgezeichnete und sehr sprachbegabte Friedrich Christian wurde in diplomatischen Diensten u. a. zu König Alfons XIII. von Spanien, zum türkischen Sultan sowie zu Kaiser Karl I. von Österreich geschickt. Am Ende des Weltkrieges führte Prinz Friedrich Christian die ihm anvertrauten sächsischen Truppen aus Belgien und Frankreich zurück nach Deutschland und demobilisierte sie in Fulda.
Nach Ende des Weltkrieges wandte er sich dem Studium der Rechtswissenschaften in Köln, Freiburg im Breisgau, Breslau und Würzburg zu und schloss mit der Promotion ab. Thema seiner Dissertation war die Persönlichkeit von Nicolaus Cusanus, der für die Entwicklung des Kirchenrechtes im späten Mittelalter von großer Bedeutung war. Während seines Studiums in Breslau wurde er Mitglied der katholischen Studentenverbindung KDStV Winfridia Breslau im CV (heute in Münster), trat aber wegen inhaltlicher Differenzen 1928/1929 wieder aus. In Würzburg trat er am 9. Februar 1920 in die KDStV Thuringia Würzburg im CV ein, wo sich in den folgenden Jahren seine Gemahlin, Elisabeth von Sachsen, geb. Thurn und Taxis, stark als Ehrenvorsitzende eines am 16. Juli 1924 gegründeten Thüringer Damenbundes engagierte. Zudem war er Mitglied der KDStV Hercynia Freiburg im Breisgau, VKDSt Eckart (Straßburg) Köln und ehrenhalber der KDStV Algovia München, alle im CV.
Nach Abschluss seines Studiums beschloss er, sich als Privatdozent für Kunstgeschichte zu habilitieren. Allerdings erreichte ihn zuvor der Ruf seines Vaters, die Verwaltung des Besitzes in Sachsen und Schlesien zu übernehmen.
Der promovierte Jurist heiratete am 16. Juni 1923 in Regensburg Elisabeth Helene von Thurn und Taxis (1903–1976), Tochter des Fürsten Albert von Thurn und Taxis und dessen Gemahlin Margarethe, gebürtige Erzherzogin von Österreich.
Seit 1932 war er, nach dem Eintritt seines Bruders Georg von Sachsen in den Jesuitenorden und dem Tod seines Vaters, Chef des Hauses Wettin. Bis 1937 war Bamberg der Wohnsitz der Familie, hier führte Friedrich Christian den Marien-Ritterorden. 1937 zog er mit seiner Familie nach Schloss Wachwitz in Dresden-Wachwitz, das er zuvor oberhalb der Königlichen Villa hatte neu errichten lassen, und wo sie bis 1945 lebten. Nach den Bombenangriffen auf Dresden nahm Friedrich Christian zahlreiche Opfer im erhalten gebliebenen Haus Wachwitz auf. Schon bald darauf zog die Familie über Hof und Regensburg nach Bregenz, wo die beiden jüngsten Kinder bereits seit 1940 lebten. Aufgrund ihrer guten Verbindungen zu den Franzosen konnten sie hier zum Beispiel Richard Strauss die Einreise in die Schweiz ermöglichen. Ab 1955 fand die Familie dann mit Hilfe der eng verwandten Thurn und Taxis eine neue Heimat in München-Harlaching.
In München gründete Friedrich Christian gemeinsam mit seinen Söhnen Maria Emanuel und Albert, anderen Vertretern des sächsischen Adels, dem Kapitel des Königlich Sächsischen Militär-St. Heinrichs-Ordens, des Vereins der Dresdner und der Landsmannschaft Sachsen – Kreisgruppe München am 30. Januar 1961 die Studiengruppe für Sächsische Geschichte und Kultur e. V. München, die damals eine der größten sächsischen Vereinigungen im westdeutschen Bundesgebiet des geteilten Deutschland werden sollte.

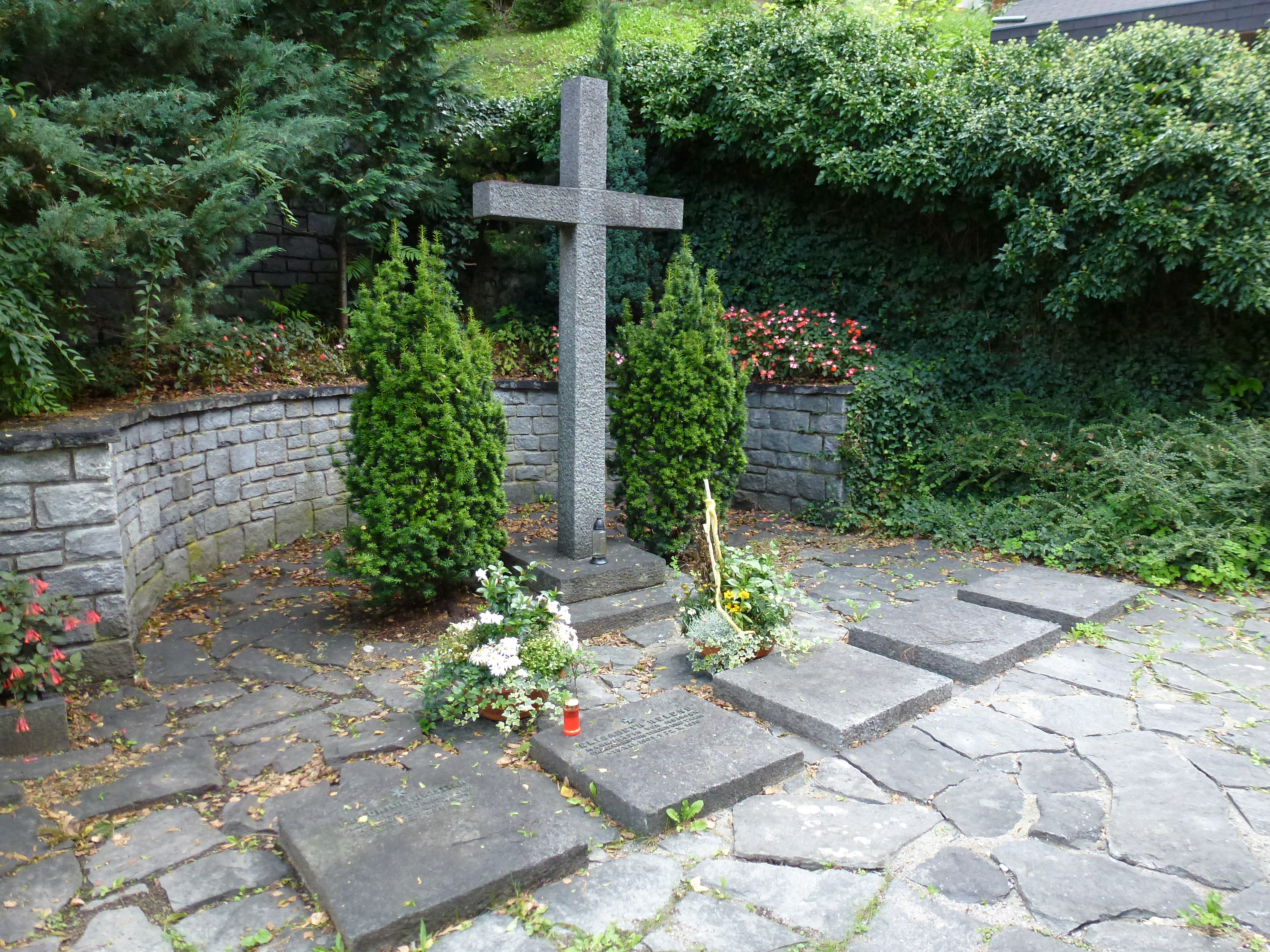
Grablege der Wettiner neben der Königskapelle bei Imst in Tirol

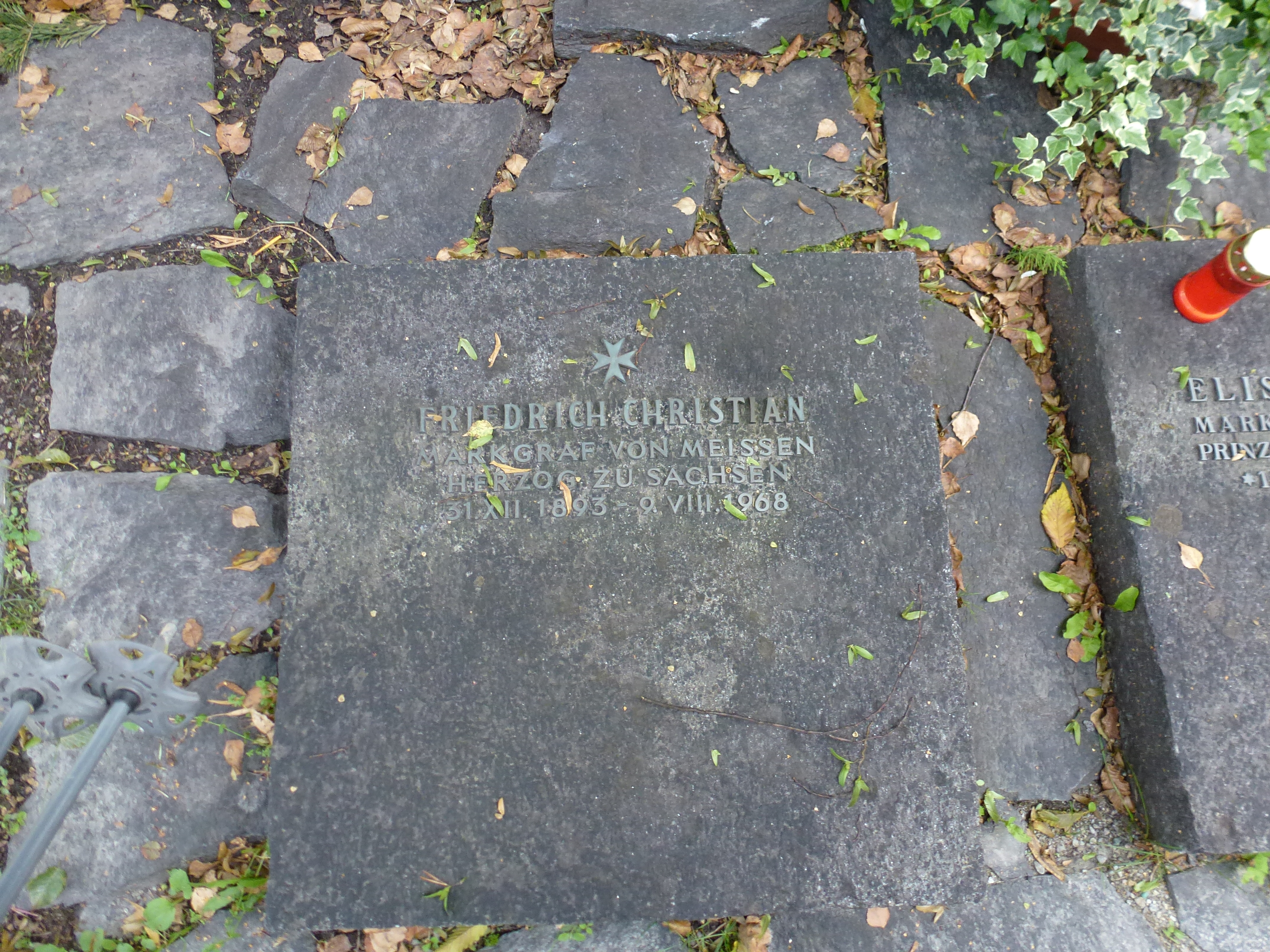
Grabplatte für Friedrich Christian Markgraf zu Meißen Herzog von Sachsen

1960, wenige Jahre vor seinem eigenen Tod, bestimmte Friedrich Christian Markgraf von Meißen die Königskapelle Imst-Brennbichl in Nordtirol zur künftigen Grablege für sich und seine Nachfolger. Er ließ dazu im Park neben der Kapelle eine Gruftanlage mit Platz für zehn Särge errichten. Friedrich Christian Markgraf von Meißen starb am 9. August 1968 und wurde in der von ihm begründeten Grablege bestattet.

## Nachkommen
Friedrich Christian und Elisabeth Helene hatten fünf Kinder:
- Maria Emanuel (1926–2012) – von 1968 bis zu seinem Tod Chef des Hauses Wettin-albertinische Linie
- Maria Josepha (* 20. September 1928 in Bad Wörishofen; † 10. August 2018)
- Maria Anna Josepha (* 13. Dezember 1929 in Bad Wörishofen; † 13. März 2012), ⚭ 1952 Roberto Afif Prinz von Gessaphe (1916–1978) 
  - Alexander Prinz von Sachsen Gessaphe (* 1953), wurde im Jahr 1999 von seinem Onkel Maria Emanuel adoptiert und zum Nachfolger als Chef des Hauses Sachsen bestimmt.
  - Karl August Prinz von Sachsen Gessaphe (* 1958), Rechtsprofessor
- Albert Joseph Maria Franz Xaver (1934–2012) ⚭ Elmira Henke (* 1930)
- Mathilde Maria Josepha Anna Xaveria (* 17. Januar 1936 in Bamberg; † 17. März 2018) ⚭ 1968–1993 Johannes Prinz von Sachsen-Coburg und Gotha-Kohary (1931–2010)

## Vorfahren
| Ahnentafel Friedrich Christian von Sachsen | Ahnentafel Friedrich Christian von Sachsen                                              | Ahnentafel Friedrich Christian von Sachsen                                              | Ahnentafel Friedrich Christian von Sachsen                                              | Ahnentafel Friedrich Christian von Sachsen                                                  | Ahnentafel Friedrich Christian von Sachsen                                               | Ahnentafel Friedrich Christian von Sachsen                                              | Ahnentafel Friedrich Christian von Sachsen                                              | Ahnentafel Friedrich Christian von Sachsen                                                     |
| ------------------------------------------ | --------------------------------------------------------------------------------------- | --------------------------------------------------------------------------------------- | --------------------------------------------------------------------------------------- | ------------------------------------------------------------------------------------------- | ---------------------------------------------------------------------------------------- | --------------------------------------------------------------------------------------- | --------------------------------------------------------------------------------------- | ---------------------------------------------------------------------------------------------- |
| Ururgroßeltern                             | Maximilian von Sachsen (1759–1838) ⚭ 1792 Caroline von Bourbon-Parma (1770–1804)        | König Maximilian I. Joseph (1756–1825) ⚭ 1797 Karoline von Baden (1776–1841)            | Ferdinand von Sachsen-Coburg-Saalfeld (1785–1851) ⚭ 1815 Maria von Koháry (1797–1862)   | König Peter IV. von Portugal (1798–1834) ⚭ 1817 Maria Leopoldine von Österreich (1797–1826) | Großherzog Ferdinand III. (1769–1824) ⚭ 1790 Luisa Maria von Neapel-Sizilien (1773–1802) | König Franz I. (1777–1830) ⚭ 1802 Maria Isabel von Spanien (1789–1848)                  | König Karl II. Ludwig (1799–1883) ⚭ 1820 Maria Theresia von Savoyen (1803–1879)         | Charles Ferdinand de Bourbon (1778–1820) ⚭ 1816 Maria Karolina von Neapel-Sizilien (1798–1870) |
| Urgroßeltern                               | König Johann von Sachsen (1801–1873) ⚭ 1822 Amalie Auguste von Bayern (1801–1877)       | König Johann von Sachsen (1801–1873) ⚭ 1822 Amalie Auguste von Bayern (1801–1877)       | König Ferdinand II. von Portugal (1816–1885) ⚭ 1836 Maria II. von Portugal (1819–1853)  | König Ferdinand II. von Portugal (1816–1885) ⚭ 1836 Maria II. von Portugal (1819–1853)      | Großherzog Leopold II. (1797–1870) ⚭ 1833 Maria Antonia von Neapel-Sizilien (1814–1898)  | Großherzog Leopold II. (1797–1870) ⚭ 1833 Maria Antonia von Neapel-Sizilien (1814–1898) | Herzog Karl III. (1823–1854) ⚭ 1845 Louise Marie Therese von Frankreich (1819–1864)     | Herzog Karl III. (1823–1854) ⚭ 1845 Louise Marie Therese von Frankreich (1819–1864)            |
| Großeltern                                 | König Georg von Sachsen (1832–1904) ⚭ 1859 Maria Anna von Portugal (1843–1884)          | König Georg von Sachsen (1832–1904) ⚭ 1859 Maria Anna von Portugal (1843–1884)          | König Georg von Sachsen (1832–1904) ⚭ 1859 Maria Anna von Portugal (1843–1884)          | König Georg von Sachsen (1832–1904) ⚭ 1859 Maria Anna von Portugal (1843–1884)              | Großherzog Ferdinand IV. (1835–1908) ⚭ 1868 Alicia von Bourbon-Parma (1849–1935)         | Großherzog Ferdinand IV. (1835–1908) ⚭ 1868 Alicia von Bourbon-Parma (1849–1935)        | Großherzog Ferdinand IV. (1835–1908) ⚭ 1868 Alicia von Bourbon-Parma (1849–1935)        | Großherzog Ferdinand IV. (1835–1908) ⚭ 1868 Alicia von Bourbon-Parma (1849–1935)               |
| Eltern                                     | König Friedrich August III. (1865–1932) ⚭ 1891 Luise von Österreich-Toskana (1870–1947) | König Friedrich August III. (1865–1932) ⚭ 1891 Luise von Österreich-Toskana (1870–1947) | König Friedrich August III. (1865–1932) ⚭ 1891 Luise von Österreich-Toskana (1870–1947) | König Friedrich August III. (1865–1932) ⚭ 1891 Luise von Österreich-Toskana (1870–1947)     | König Friedrich August III. (1865–1932) ⚭ 1891 Luise von Österreich-Toskana (1870–1947)  | König Friedrich August III. (1865–1932) ⚭ 1891 Luise von Österreich-Toskana (1870–1947) | König Friedrich August III. (1865–1932) ⚭ 1891 Luise von Österreich-Toskana (1870–1947) | König Friedrich August III. (1865–1932) ⚭ 1891 Luise von Österreich-Toskana (1870–1947)        |
| Friedrich Christian von Sachsen            |                                                                                         |                                                                                         |                                                                                         |                                                                                             |                                                                                          |                                                                                         |                                                                                         |                                                                                                |